# Nikolai Alexejewitsch Kablukow
Nikolai Alexejewitsch Kablukow (russisch Николай Алексеевич Каблуков, wiss. Transliteration Nikolaj Alekseevič Kablukov; geb. 1849; gest. 1919) war ein russischer Wirtschaftswissenschaftler, Statistiker und Hochschullehrer.

## Leben
Nikolai Kablukow wurde 1849 geboren. Er graduierte 1871 an der Moskauer Universität, wo er später auch lehrte. Er war Direktor des Landschaftsstatistischen Bureaus in Moskau.
Nach der Oktoberrevolution wurde Kablukow zum Vorsitzenden der Exekutivkommission des Allrussischen Statistikerkongresses und zum Vorsitzenden des Rates für statistische Angelegenheiten des Statistischen Zentralamtes (1918) gewählt. Nach seiner Auffassung war Kablukow ein Narodnik-Ökonom (Populist). Er verteidigte die Idee der „Stabilität“ der kleinbäuerlichen Landwirtschaft in Russland. Seine Ansichten wurden von Lenin scharf kritisiert, insbesondere in dessen Die Entwicklung des Kapitalismus in Russland , einer zwischen 1896 und 1899 im Gefängnis und im sibirischen Exil verfassten und 1899 veröffentlichten Schrift, die seinen Ruf als bedeutender marxistischer Theoretiker begründete.
Kablukows Schrift Vopros o rabočich v sel'skom chozjajstvě (Вопрос о рабочих в сельском хозяйстве) erschien auf Deutsch unter dem Titel Die ländliche Arbeiterfrage in der Reihe der Internationalen Bibliothek im Dietz-Verlag.

## Schriften (Auswahl)
- Die ländliche Arbeiterfrage. Nach dem Russischen des Kablukow. Übers. u. bearb. v. Heinrich Dietz. Stuttgart, Dietz, 1887 Digitalisat – Internationale Bibliothek 4
- Die russische Gesetzgebung betreffend die Versorgung des Volkes bei Mißernten, in: Archiv für Soziale Gesetzgebung und Statistik 4 (1891), S. 290–314